# Dunbar (Wirginia Zachodnia)
Dunbar – miasto w Stanach Zjednoczonych, w stanie Wirginia Zachodnia, w hrabstwie Kanawha.